# Reinikkalansaari
Reinikkalansaari är en ö i Finland.   Den ligger i kommunen Leppävirta i den ekonomiska regionen  Varkaus ekonomiska region  och landskapet Norra Savolax, i den centrala delen av landet, 300 km nordost om huvudstaden Helsingfors.